# Сіотані Цукаса
Сіотані Цукаса (яп. 塩谷 司, нар. 5 грудня 1988, Токусіма) — японський футболіст.

## Виступи за збірну
2014 року дебютував в офіційних матчах у складі національної збірної Японії. Відтоді провів у формі головної команди країни 2 матчі.

## Статистика виступів
| Збірна Японії | Збірна Японії | Збірна Японії |
| Роки          | Ігри          | голи          |
| ------------- | ------------- | ------------- |
| 2014          | 2             | 0             |
| Усього        | 2             | 0             |

## Титули і досягнення
- Чемпіон Японії: 2012, 2013, 2015
- Володар Суперкубка Японії: 2013, 2014, 2016, 2025
- Чемпіон ОАЕ: 2017-18
- Володар Кубка Президента ОАЕ: 2017-18
- Володар Кубка Джей-ліги: 2022

Збірні
- Срібний призер Кубка Азії: 2019